# رشادیه (صندوق‌لی)
رشادیه (به ترکی استانبولی: Reşadiye) یک منطقهٔ مسکونی در ترکیه است که در صندوق‌لی واقع شده‌است.